# Phil Walker-Harding
Pour les articles homonymes, voir Walker et Harding.
Phil Walker-Harding (né en 1981 à Wollongong en Australie) est un auteur de jeux australien, surtout connu pour le jeu de société Imhotep, qui a été nommé pour le Prix du Jury Spiel des Jahres 2016.

## Biographie
Phil Walker-Harding a commencé à créer des jeux au milieu des années 2000. Son premier jeu bien connu fut Archaeology, pour lequel il développa plus tard une extension et une adaptation de jeu de cartes, Archaeology : Le jeu de cartes.
Son jeu Dungeon Raiders est sorti en 2011 et Pack of Heroes en 2014, ces deux jeux sont  thématiquement basés sur des jeux de rôle bien connus. En 2013, il a créé le jeu de cartes Sushi Go! et en 2015 Cacao, qui a été nommé à plusieurs prix et a eu plusieurs extensions. En 2016, il crée Archaeology : The New Expedition, une suite d' Archaeology, et Sushi Go Party, une version de Sushi Go ! avec plus de cartes. La même année, il a publié le jeu de société Imhotep, qui a été nommé pour le prix Kennerspiel des Jahres (jeu de l'année Expert) en Allemagne. En 2017, Bärenpark, un autre jeu qu'il a développé, a reçu le prix principal du Spiel der Spiele (jeu de l'année en Australie).

## Ludographie
- 2007 : Archaeology
- 2007 : Archaeology : le jeu de cartes
- 2009 : Small World : Cursed ! ; extension de Small World de Philippe Keyaerts
- 2010 : Flicochet
- 2011 : Dungeon Raiders
- 2013 : Sushi Go !
- 2014 : Pack of Heroes
- 2015 : Cacao
- 2016 : Sushi Go Party !
- 2016 : Imhotep
- 2016 : Archaeology : The New Expedition
- 2017 : Bärenpark
- 2018 : Gingerbread House
- 2018 : Gizmos
- 2018 : Imhotep : Le Duel
- 2019 : Silver & Gold
- 2019 : Sushi Roll
- 2019 : Adventure Games (avec Matthew Dunstan ; Kosmos Games )
- 2020 : Cloud City
- 2021 : Tetris
- 2021 : Explorers
- 2021 : Neoville
- 2021 : Fjords
- 2021 : Summer Camp
- 2021 : Llamaland

## Récompenses
- Spiel des Jahres (Allemagne)
  - Cacao : liste de recommandations 2015
  - Imhotep : nomination 2016
- Deutscher Spielepreis (Allemagne)
  - Cacao : 7e place en 2015
  - Imhotep : 8e place 2016
- Österreichischer Spielepreis (Australie)
  - Cacao : jeu à succès pour les familles 2015
  - Bärenpark : Spiel der Spiele 2017
  - Silver & Gold : jeux à succès pour les familles 2019